# Palabuan (Ujung Jaya)
Palabuan is een bestuurslaag in het regentschap Sumedang van de provincie West-Java, Indonesië. Palabuan telt 2292 inwoners (volkstelling 2010).